# پرستتزا
در هنر، پرستتزا (انگلیسی: Prestezza) یک تکنیک نقاشی است که از ضربات سریع قلم مو برای ایجاد تصاویری از چهره‌ها و اشیاء استفاده می‌کند، برخلاف نقاشی دقیق و با جزئیات آنها. این تکنیک امکان نقاشی سریع‌تر را فراهم می‌کند و لایه زیرین را به بخش جدایی ناپذیر خود نقاشی تبدیل می‌کند.

## پیشینه
تینتورتو، نقاش رنسانس ایتالیا، برای اولین بار این روش را برای افزایش خروجی کارگاه خود ابداع کرد.
روش پرستتزا شامل سه مرحله است:
1. ابتدا هنرمند یک لایه زیرین قهوه‌ای رنگ، با استفاده از رنگی که برای تکنیک حکاکی استفاده می‌شد، روی بوم اعمال می‌کرد.
2. سپس با استفاده از رنگ سفید، طرحی تقریبی، اغلب شبیه به یک طرح اولیه، ایجاد می‌کرد.
3. سپس فرایند نقاشی واقعی آغاز می‌شد.

تینتورتو معتقد بود که افزایش تولید هنری با هزینه کمتر، سودآورتر از کار با قلم موی دقیق و چند لایه کارفرمای سابقش، تیسیَن، خواهد بود. تینتورتو برای پر کردن شکاف بازار که توسط حامیان انحصاری سطح بالای تیسین باقی مانده بود، به اجرای سریع، قیمت‌گذاری انعطاف‌پذیر و گردش مالی بالا تکیه کرد. با این حال، ظاهر ناتمام تکنیک پرستزا برای بسیاری از حامیان رضایت‌بخش نبود. به عنوان مثال، استفاده از این تکنیک در «رستاخیز لازاروس» منجر به «... حرکاتی [که] با حرکات گسترده قلم مو نشان داده شده‌اند… [و] ناحیه پس‌زمینه در سایه پنهان شده است، که به نقاش اجازه می‌دهد با حداقل تعریف، حضور بیست چهره مورد نیاز قرارداد امضا شده توسط حامی خود را نشان دهد.» جورجو وازاری نتیجه نهایی را اینگونه توصیف کرد: «[او] به عنوان آثار تمام شده، طرح‌هایی را که هنوز آنقدر خشن هستند که ضربات قلم مو دیده می‌شود، باقی گذاشته است.» امتناع تینتورتو از انجام مجدد کار تحویل داده شده خود منجر به بیگانگی مشتری شد. با این حال، او از سطح موفقیتی مشابه سایر نقاشان برجسته ونیزی برخوردار بود.

## نگارخانه
این اثر را می‌توان در چندین نقاشی تینتورتو مشاهده کرد:

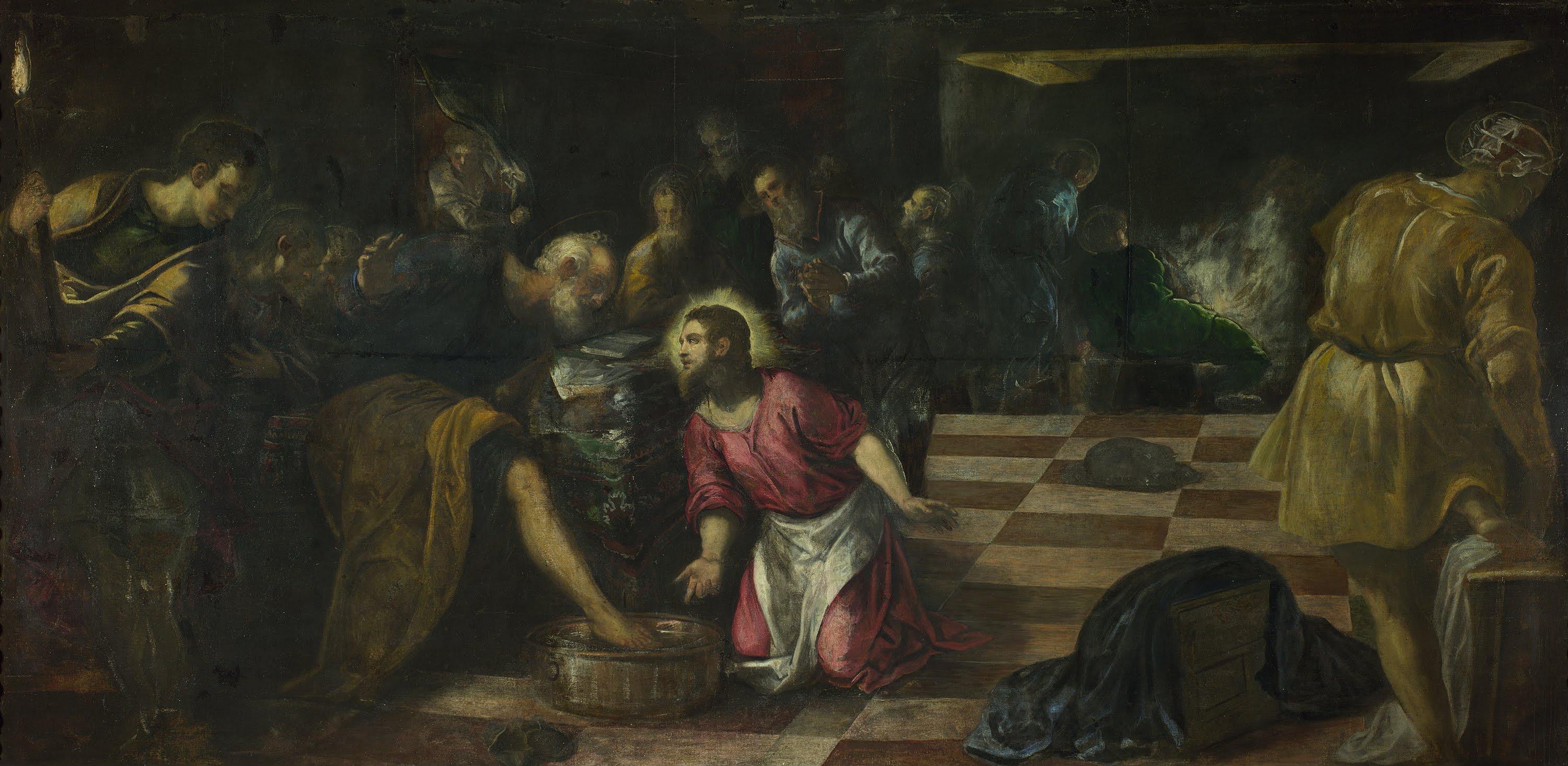
نقاشی تینتورتو، چهره‌های پس‌زمینه را که با تکنیک پرستتزا نقاشی شده‌اند، نشان می‌دهد.
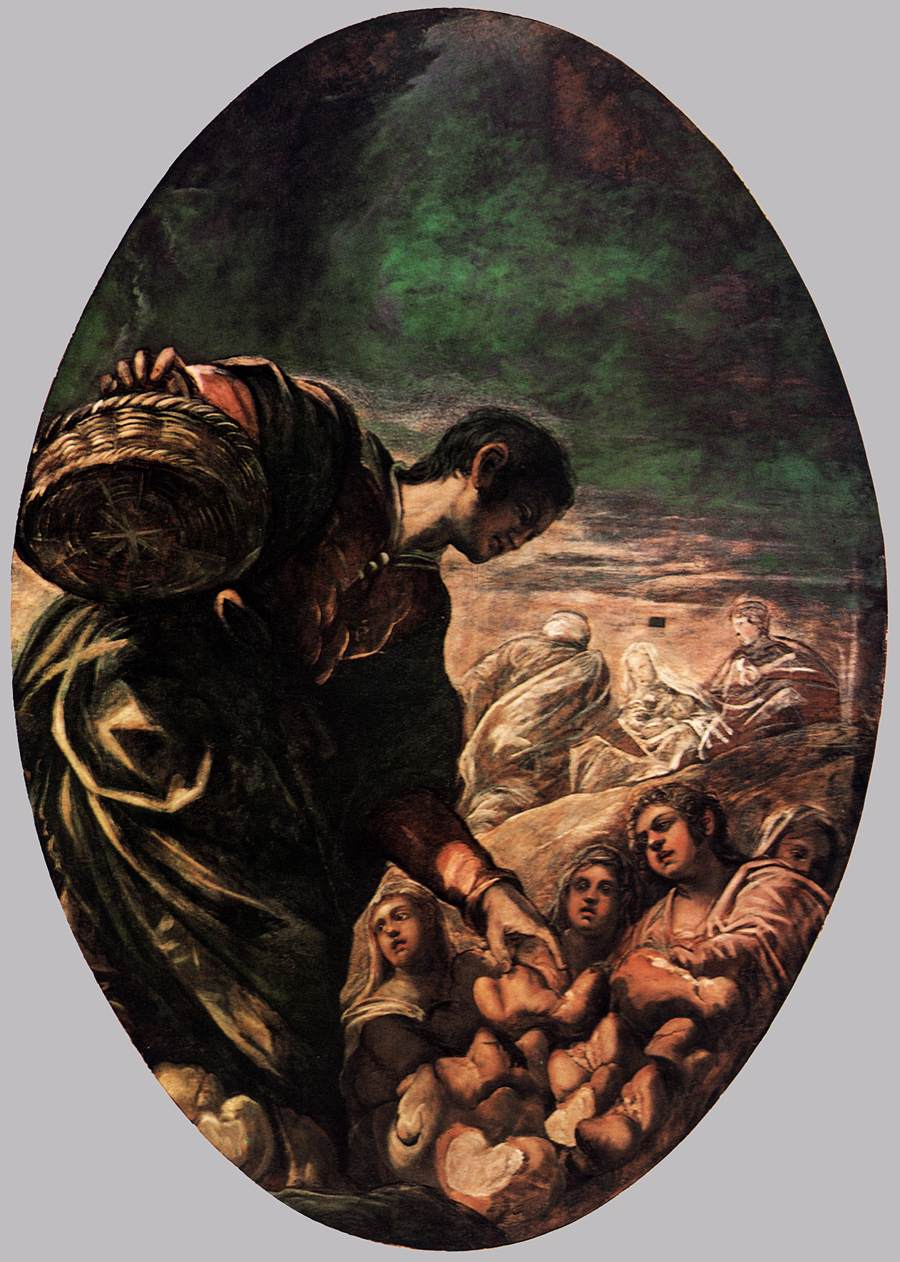
چهره‌های سمت راست مرکز تقریباً به صورت طرح کلی ظاهر می‌شوند.
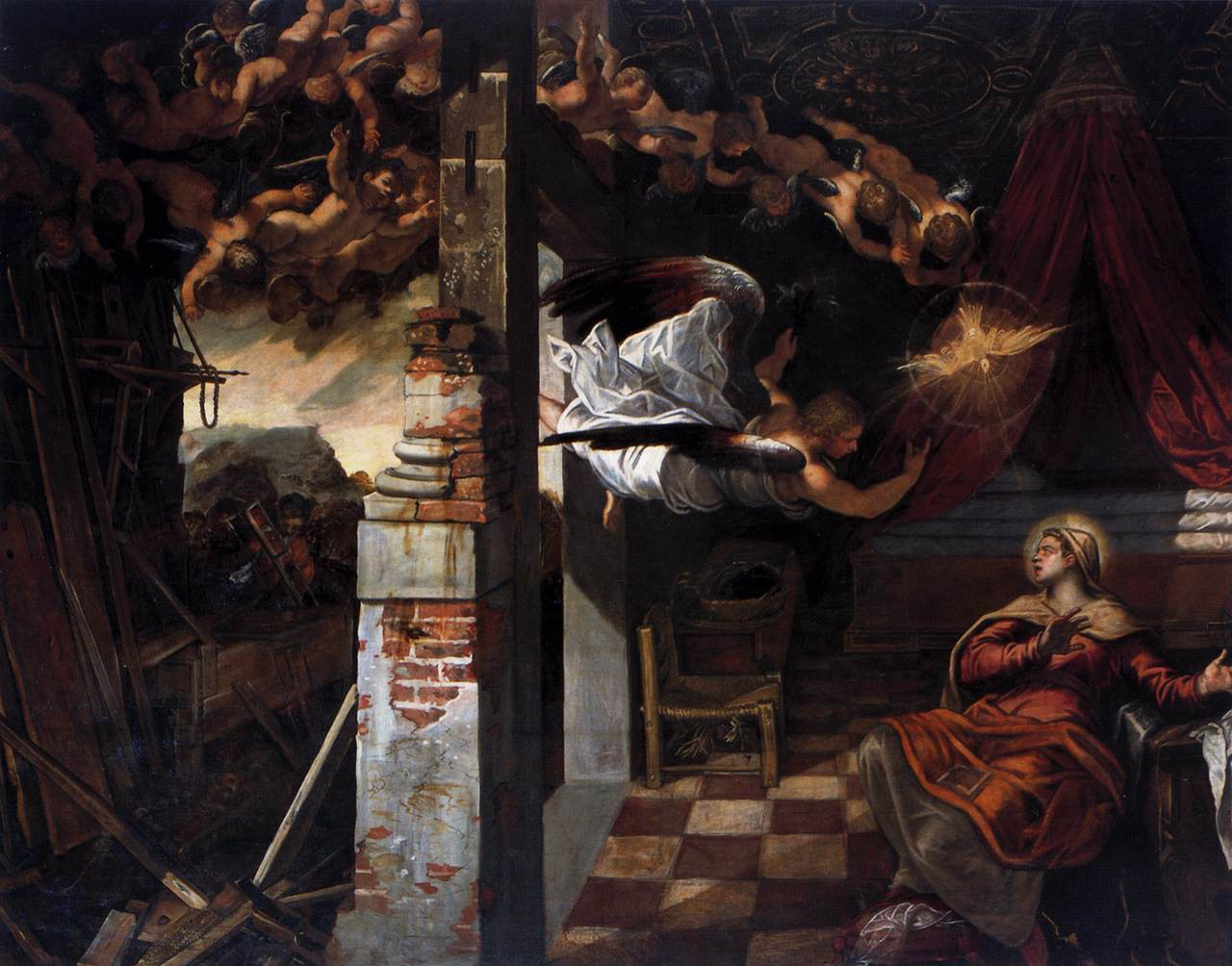
بشارت تینتورتو، با سقف‌ها و فرشتگان در سمت چپ بالا که فاقد جزئیات هستند.